# Peter Dutton
Pour les articles homonymes, voir Dutton.
Peter Dutton, né le 18 novembre 1970 à Brisbane (Queensland), est un homme politique australien.
Membre du Parti libéral d'Australie, il est élu à la Chambre des représentants de 2001 à 2025 pour la circonscription de Dickson dans le Queensland et occupe plusieurs fonctions ministérielles sous les gouvernements Abbott, Turnbull et Morrison. 
Il devient chef du Parti libéral et chef de l'opposition officielle en 2022 jusqu'en 2025, date des élections fédérales lors desquelles il perd son siège dans la circonscription de Dickson face à la travailliste Ali France tandis que la Coalition subit une sévère défaite face au Parti travailliste d'Anthony Albanese.

## Biographie
Il est plusieurs fois ministre sous les gouvernements de Tony Abbott et Malcolm Turnbull. Ayant défié ce dernier pour la direction du Parti libéral et du gouvernement, et n'étant pas parvenu à obtenir le soutien d'une majorité de députés libéraux, il démissionne du gouvernement le 21 août 2018. Il retrouve son poste de ministre de l'Intérieur le 28 août 2018 au sein du gouvernement de Scott Morrison.
Après la défaite du gouvernement Morrison aux élections législatives fédérales de 2022, Peter Dutton est élu chef du Parti libéral, ne faisant face à aucun rival, et succède à Scott Morrison. Il devient de ce fait chef de l'opposition parlementaire.
Dutton fait partie de l'aile la plus conservatrice du Parti libéral,,,, et est décrit comme un populiste de droite,,. 
Très opposé au mouvement écologiste Extinction rébellion, il appelle à « prendre les noms et des photos de ces personnes et les distribuer aussi loin et aussi largement que possible afin de leur faire honte » et à réduire les prestations sociales des personnes bénéficiaires qui participent au mouvement.
Défendant des positions anti-chinoises (alors que la Chine est le premier partenaire commercial de l'Australie), il compare la Chine à l'Allemagne nazie et affirme que « la seule façon de préserver la paix est de se préparer à la guerre ».
Il dirige le Parti libéral australien et brigue le mandat de Premier ministre aux élections législatives fédérales du 3 mai 2025, mais subit une défaite face aux travaillistes, qui remportent une large victoire. Dutton est battu dans sa propre circonscription par la travailliste Ali France, et annonce dès le soir du scrutin sa démission de ses rôles de chef de l'opposition et de chef du Parti libéral.

## Défaite politique de 2025
Elle pourrait, au moins en partie s'expliquer par le fait que Dutton lui-même et son parti (les conservateurs) ainsi que sa « Coalition nationale libérale » étaient alignés sur les positions de Donald Trump, avec notamment des politiques d'immigration controversées – « comme l'envoi de demandeurs d'asile dans des centres de détention offshore – et ses critiques féroces à l'égard de la Chine (...) des politiques qui semblaient avoir été empruntées à l'administration Trump », ou un climatoscepticisme (son programme ne comprenait pas de sortie officielle de l'Accord de Paris sur le climat, mais annonçait refuser de fixer de nouveaux objectifs de réduction des émissions pour 2030 et 2035 (engagements attendus des signataires) ; en outre en 2024, « Dutton a suggéré que l'Australie pourrait réévaluer son engagement en fonction de ses intérêts économiques, notamment pour éviter des tarifs carbone imposés par l'Union européenne. Il a aussi exprimé des réserves sur les politiques climatiques du gouvernement en place, critiquant leur impact sur les prix de l'électricité » et le futur prix du gaz de plus en plus inacceptable dans ce pays qui se montre vulnérable au conséquences du changement climatique (blanchiment de coraux,  méga-feux de forêts de « l'Été noir » 2019-2020...). Lors d'un débat électoral en 2025, Dutton a dit qu'il laisserait des experts déterminer si le changement climatique aggrave les catastrophes naturelles, « évitant ainsi de reconnaître explicitement son impact. Cette approche a été critiquée par le Premier ministre Anthony Albanese et par la Australian Conservation Foundation, qui ont dénoncé sa réticence à admettre les effets du réchauffement climatique ».  
Dutton a déclaré que s'il était élu, il supprimerait de nombreux emplois du secteur public (plus de 40 000 licenciements selon certains estimations). Cet engagement a rappelé aux électeurs le Doge du milliardaire Elon Musk, ou « Département de l'efficacité du gouvernement », qui a effectivement drastiquement réduit la bureaucratie américaine en suscitant un certain chaos dans le pays. La Coalition crée pour porter Dutton au pouvoir a même nommé Jacinta Nampijinpa Price comme ministre fantôme de l'efficacité du gouvernement ; avec des images d'elle-même portant une casquette ornée des mots Maga - abréviation pour le slogan populaire Trump, Make America Great Again, un sujet devenu « un point de discussion clé. ». 
Dutton a déclaré que s'il était élu, il refuserait de se montrer au côté du drapeau aborigène (se justifiant plus tard en disant : « Nous ne pouvons pas donner le meilleur de nous-mêmes si nous séparons les gens entre différents groupes ». Il a aussi, durant sa campagne, proposé de retirer les cérémonies dites de « Welcome to Country » du protocole de l'Anzac Day (journée de commémoration des soldats australiens et néo-zélandais morts ou ayant participés à des conflits armés), affirmant que les vétérans mis à l'honneur lors de l'Anzac Day ne désirait plus assister à des cérémonies de « Welcome to Country » qui mettent à l'honneur des membres des populations aborigènes d'Australie. 
Dutton a voulu faire, comme Trump, une campagne anti-woke (critiquant notamment le système scolaire australien pour son supposé « wokisme », c'est-à-dire favorable à la diversité, l'équité et l'inclusion) et suscitant des polémiques identitaires, une stratégie qui n'a pas convaincu la majorité des électeurs (pour rappel en Australie, le vote est obligatoire pour tous les électeurs).
Selon des analystes comme Frank Mols (professeur de sciences politiques à l'université du Queensland), son soutien à l'énergie nucléaire pourrait aussi avoir repoussé une partie de l'électorat australiens (l'Australie interdit la production d'énergie nucléaire sur son territoire depuis 1998, bien qu'ayant de vastes réserves d'uranium. Dutton critique les énergies solaire et éolienne, qu'il juge « peu fiables », et il a proposé lors de sa campagne 2025 de lever cette interdiction pour construire sept réacteurs nucléaires avant 2050, pour un coût de 200 milliards de dollars ; ajoutant qu'« il supprimerait l'objectif climatique juridiquement contraignant du pays et pourrait sortir l'Australie de l'accord de Paris sur le changement climatique », pour atteindre un « Net Zero d'ici 2050 » grâce au nucléaire, alors que l'Australie a un vaste potentiel d'énergies renouvelables, mais aucune infrastructure ni industrie nucléaire nationale.
De plus, note la BBC, durant sa campagne, Dutton, tout en se rapprochant de l'extrême droite australienne, s'est présenté comme la personnalité politique la mieux à même de traiter avec D. Trump, arguant de son expérience en tant que ministre lors des négociations tarifaires au cours du premier mandat de Trump, ce qui n'a pas convaincu la grande majorité des Australiens, ni ses électeurs habituels (dans sa propre circonscription, Dickson près de Brisbane, qui lui est réputée acquise, Dutton a perdu son siège face à la travailliste Ali France, qui devient ainsi la première candidate de l'histoire australienne à renverser un dirigeant de parti en poste).
Certains observateurs expliquent cette défaite par « un "effet Trump" à l'envers » (Button a qualifié Trump de « grand penseur », et le ton systématiquement agressif et anti-establishment, anti-élitistes et anti-oke de Dutton était celui de Trump en 2016 ; mais en 2025, la campagne de Dutton a été confrontée à la réalité des licenciements généralisés de fonctionnaires aux États-Unis, aux reculs réglementaires sociaux et environnementaux, aux attaques douanières et impérialistes (vis à vis du Canada et du Groenland notamment) de la seconde administration Trump alignée sur le « Projet 2025 ». Des observateurs ont aussi noté que l'approche conservatrice et la rhétorique sur la souveraineté nationale de Dutton pouvait être comparées à celles des partis anglais pro-Brexit, dont les effets négatifs sur le Royaume-Uni sont de plus en plus documentés et difficiles à nier. 
In fine, en s'inspirant de Trump, Dutton semble avoir joué contre son camp : « C'est la première fois depuis un siècle qu'un nouveau gouvernement sortant est réélu en amplifiant son score électoral. Avec près de 55 % du vote préférentiel bipartite, le Labor devance la Coalition d'une dizaine de points. Il s'agit de sa meilleure performance depuis 1943, l'époque dorée de son histoire, et la pire pour l'opposition conservatrice ».
Néanmoins — à la différence de D. Trump à la fin de son premier mandat — Peter Dutton a, lui, admis sa défaite aux élections fédérales australiennes du 3 mai 2025 : « Nous n'avons pas fait assez bien lors de cette campagne – cela est évident ce soir, et j'en assume l'entière responsabilité » a-t-il déclaré devant ses partisans à Brisbane, annonçant aussi démissionner de ses fonctions politiques.